# Jean Ballestra
Pour les articles homonymes, voir Ballestra.
Jean Marc Ballestra, né le 20 juin 1924 à Nice et mort le 28 août 1944 à Nice, est un cheminot et un résistant français,  membre des Forces françaises de l'intérieur.

## Biographie
Il naît dans le quartier de la gare PLM de Nice où ses parents habitent au numéro 3 bis de l’avenue Mirabeau.
 Il fréquente la proche école communale de garçons Vernier.
Après le certificat d’études primaires, à l’instar de son père, employé PLM, il rentre dans la toute nouvelle société nationale des chemins de fer français (SNCF) et travaille à la maintenance des locomotives.
Sous l'Occupation, ses activités clandestines, ainsi que celles de son père, (diffusion de presse interdite et de courrier) obligent la famille à se loger dans un environnement plus anonyme.

Dans le quartier de Pessicart, les Ballestra emménagent dans une discrète maison rurale, la maison Simonet, où ils occupent une partie du premier étage, donnant au nord, sur l’avenue de Pessicart au niveaudu numéro 27, et au sud, sur un rez de jardin accessible depuis un chemin de campagne.
En juillet 1943, il rejoint les groupes de Francs-tireurs et partisans français des Alpes Maritimes et s'engage activement dans plusieurs opérations de sabotages contre les troupes ennemies.
 Il s’occupe également de réceptionner des juifs, des réfractaires au STO et du matériel de propagande arrivés à Nice par le train de Provence.
Dans la nuit du 27 au 28 août, et malgré le couvre-feu, avec d’autres patriotes, il placarde des affiches sur les murs de la ville appelant les niçois à prendre les armes contre l’occupant. 
En 1944, le paysage urbain du quatrième canton est un petit peu différent : Les avenues et les boulevards sont aménagés de pâtés de maisons et d’immeubles plus ou moins homogènes, mais contrairement à aujourd’hui, derrière ces édifices se trouvaient de nombreux terrains vagues aux hautes broussailles. Évidemment, les résistants utilisèrent souvent les escaliers et les chemins à l’arrière de ces immeubles pour se déplacer, à l’insu de la gestapo, et notamment, se rendre furtivement le lundi matin 28 août au passage à niveau. 
Dès les premières heures de l’insurrection niçoise, jean Ballestra participe ardemment aux diverses embuscades proches du passage à niveau. Il porte un casque Adrian. Ses connaissances en mécanique permettent d’aider à la mise en place et de bien faire fonctionner une mitrailleuse prise aux Allemands, placée au centre du carrefour. De toute évidence, le positionnement d’une arme à cadence de tir élevée à cet endroit va déclencher toute une série de tirs de mortier et de très violentes escarmouches.

À la fin de la matinée, au plus fort des combats et tenant bon sa position, il s’écroule  grièvement blessé sur la barricade. Il meurt de ses blessures vers 20 heures 30 au 27 avenue de Pessicart.
À ce coin du carrefour du 28-Août, deux  plaques commémoratives rappellent son sacrifice ainsi que celui de ses camarades Roger Boyer, Lucien Chervin, Auguste Gouirand, René Barralis, et une troisième plaque, un plus bas sur le boulevard, celui d'Alphonse Cornil.
Il est Mort pour la France, suivant la lettre du Secrétariat Général aux Anciens Combattants du 4 octobre 1945.
Son corps repose dans le carré militaire français n° 58 du cimetière de Caucade à Nice, tombe individuelle n° 1398.

## Galerie

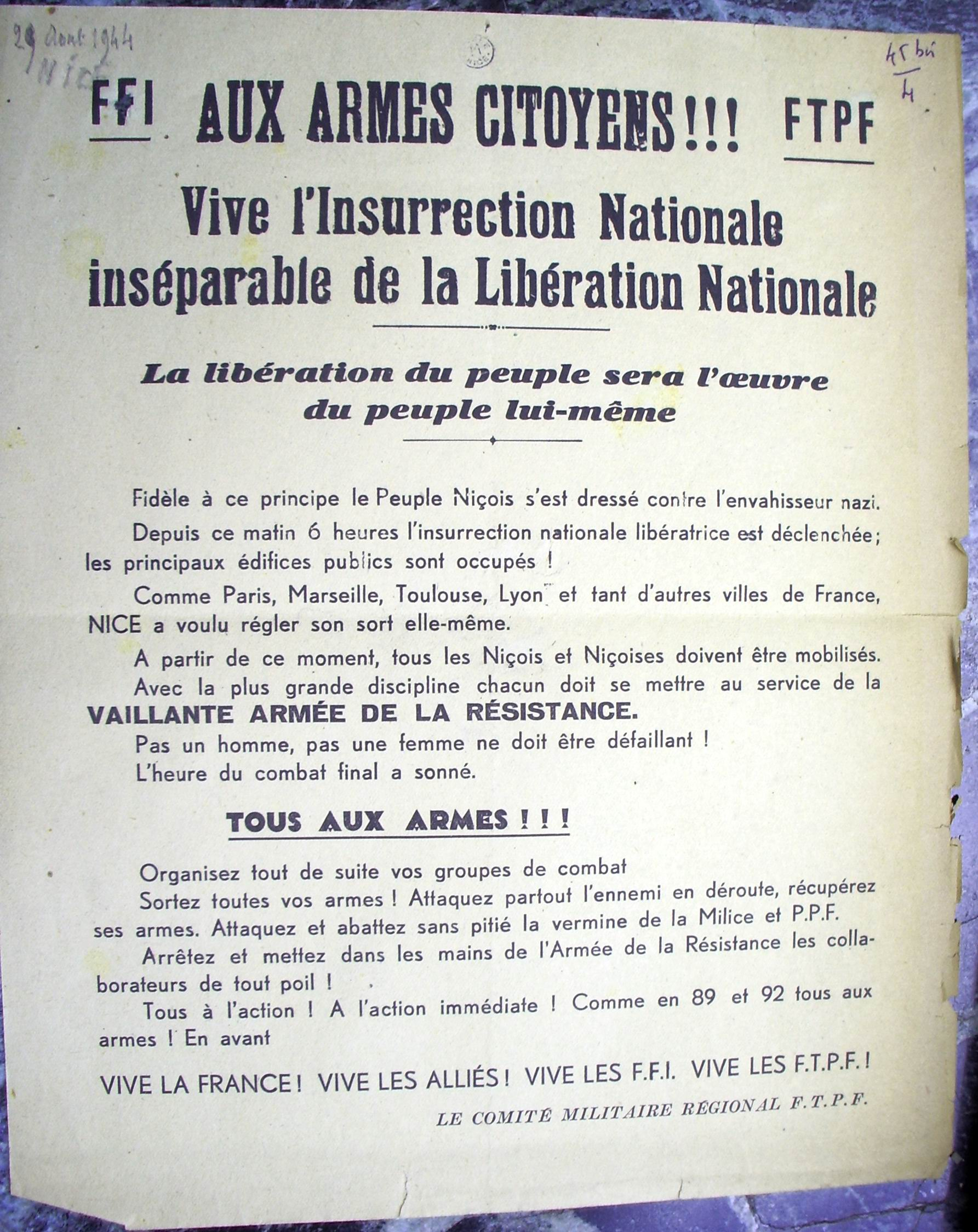
Affiche collée sur les murs, la nuit avant l'insurrection].
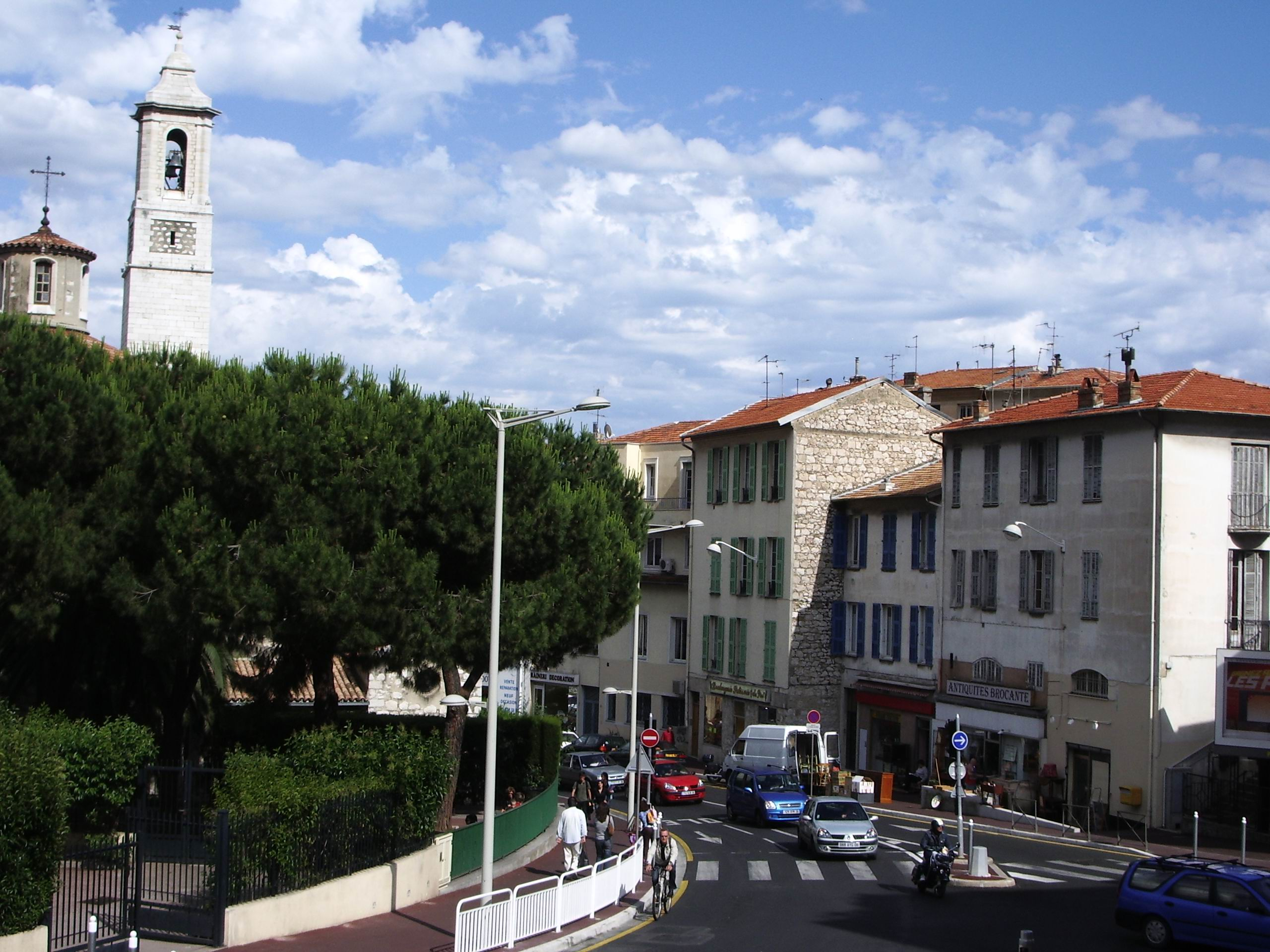
Au premier plan à droite, le 27 avenue de Pessicart.
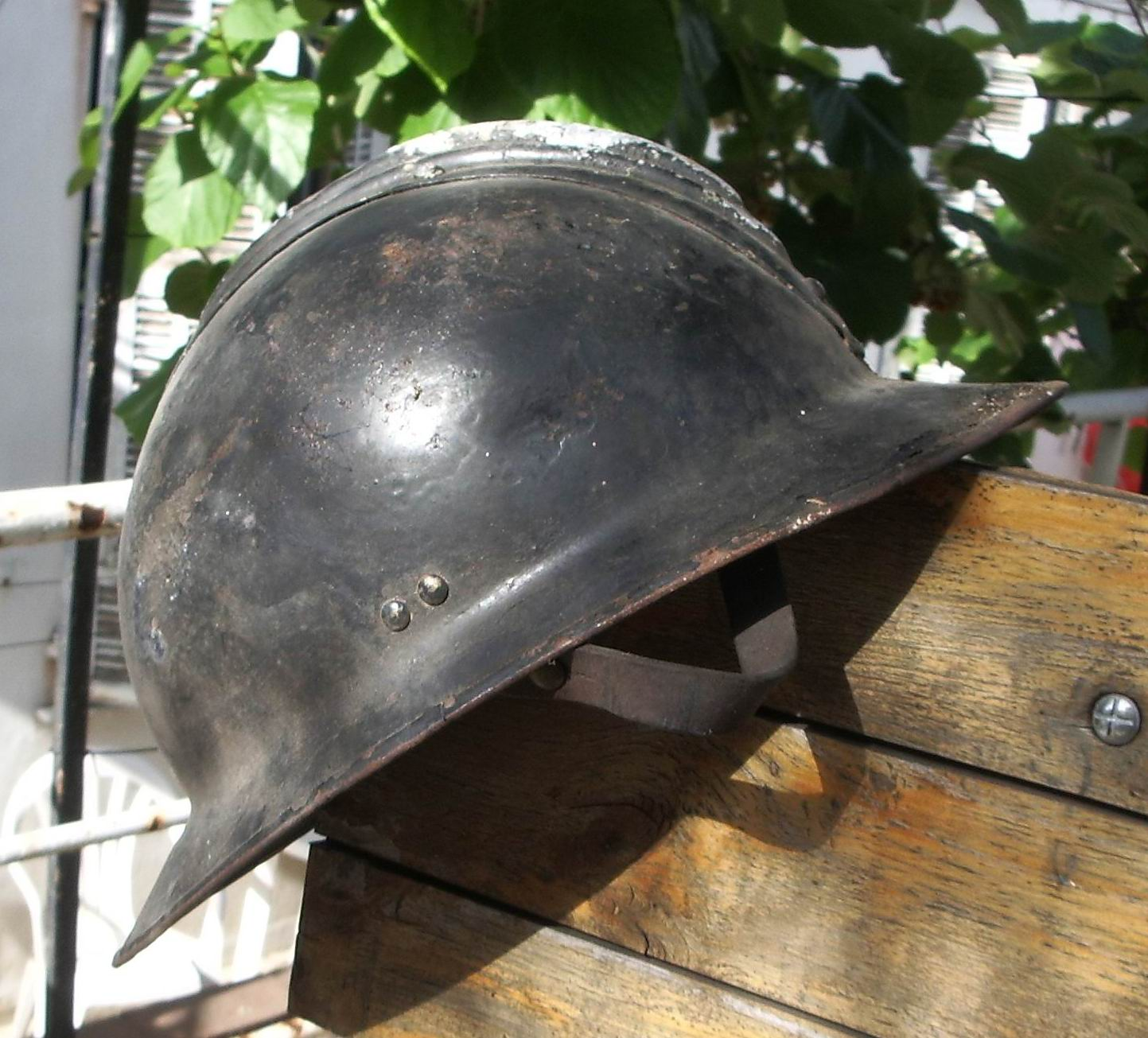
Le casque Adrian porté par Jean Ballestra le 28 août 1944.
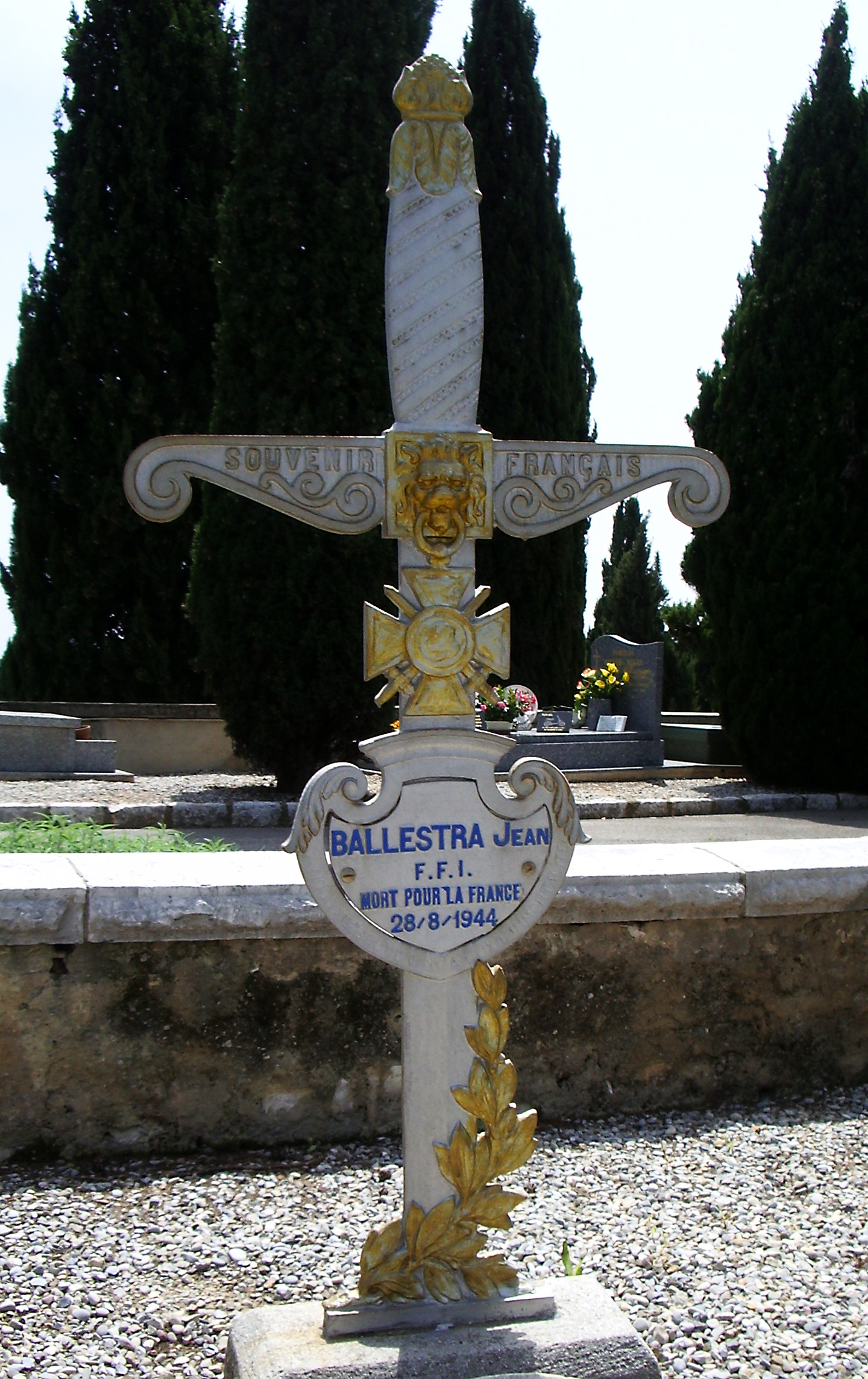
Tombe de Jean Ballestra au carré militaire n°58 du cimetière de Caucade.